# Jan Trzaska
Jan Trzaska ps. Gutek (ur. 17 lipca 1918 w Łobzowie, zm.?) – uczestnik kampanii wrześniowej, członek Związku Walki Zbrojnej, żołnierz Gwardii Ludowej, dowódca oddziału Armii Ludowej, funkcjonariusz aparatu bezpieczeństwa PRL, autor publikacji: Partyzanckie ścieżki.

## Życiorys
Urodził się w rodzinie chłopskiej mieszkającej w Łobzowie. Jego rodzicami byli Grzegorz i Katarzyna Trzaskowie. Służbę wojskową jako ochotnik odbył w 9 Pułku Ułanów Małopolskich. Brał udział w kampanii wrześniowej w 1939, walcząc początkowo razem ze swoim pułkiem a później razem z Wileńską Brygadą Kawalerii. Po ucieczce z niewoli niemieckiej wrócił do domu i wstąpił do ZWZ. Następnie wstąpił do Polskiej Partii Robotniczej i przyjął pseudonim „Gutek”. Początkowo walczył w oddziale Gwardii Ludowej, następnie został dowódcą oddziału Armii Ludowej.
Po stwierdzeniu że jeden z członków jego oddziału zajmuje się bandytyzmem osobiście wykonał na nim wyrok śmierci.
Po utworzeniu 1 Brygady AL Ziemi Krakowskiej w stopniu porucznika został dowódcą 5 kompanii, biorąc udział w walkach z Niemcami na terenie tzw. Republiki Pińczowskiej. Po bitwie pod Baranowem nie przeszedł razem z brygadą przez linię frontu na przyczółek sandomierski, lecz pozostał na terenie „Republiki Pińczowskiej”. W czasie walk w obronie tejże Republiki Pińczowskiej został ranny. 
Po zakończeniu wojny rozpoczął pracę na stanowisku brygadiera aresztu Wojewódzkiego Urzędu Bezpieczeństwa Publicznego w Krakowie. Następnie pełnił między innymi funkcję zastępcy kierownika Wydziału V WUBP w Krakowie, kierownika Wydziału do Walki z Bandytyzmem WUBP we Wrocławiu, p.o. szefa PUBP w	Świdnicy i  szefa PUBP w Legnicy. 
Uchwałą Prezydium  Krajowej Rady Narodowej z dnia 18 września 1946 został odznaczony Srebrnym Krzyżem Zasługi.
Po wojnie napisał też książkę: Partyzanckie ścieżki, wydaną w 1974, przez Wydawnictwo Ministerstwa Obrony Narodowej.